# Aleksej Krutjonych
Aleksej Jelisejevitj Krutjonych (ryska: Алексей Елисеевич Крученых) född 21 februari (9 februari enligt gamla stilen) 1886 i Olev'sk i Ukraina, död 17 juni 1968 i Moskva, var en rysk poet.
Krutjonych studerade vid konstskolan i Odessa. 1912 gav han tillsammans med Velimir Chlebnikov ut poemet Igra v adu ('Helvetesspelet'), som illustrerades av Kazimir Malevitj. 1912 var han med och undertecknade de ryska futuristernas manifest En örfil åt den offentliga smaken. Han var 1913 med och utsände programskriften Slovo kak takovo ('Ordet som sådant'), där idén om det transmentala språket lanserades. 